# Cuppa Coffee Studios
Cuppa Coffee Studios (cunoscută anterior ca Cuppa Coffee Animation) este o companie canadiană de divertisment înființată în 1992 cu sediul în Toronto, Canada și este specializată atât în animație stop-motion cât și animație 2D. A fost fondată de Adam Shaheen.
Francizele bine cunoscute includ Little People și Circul lui JoJo.